# Campaña de las islas Gilbert y Marshall
La campaña de las islas Gilbert y Marshall, en el teatro de operaciones de Asia-Pacífico de la Segunda Guerra Mundial, fueron operaciones estratégicas clave de la Flota del Pacífico de los Estados Unidos y el Cuerpo de Marines en el Pacífico Central, desde noviembre de 1943 hasta febrero de 1944. El propósito era establecer aeródromos que permitieran el apoyo aéreo desde tierra para próximas operaciones en el Pacífico Central. La campaña se inició con una costosa batalla de tres días por la isla de Betio en el atolón de Tarawa. La campaña fue precedida un año antes por un raid de distracción de los Marines de los EE. UU. en agosto de 1942 sobre la isla de Makin.
Las bases japonesas en las islas Gilbert y Marshall eran el perímetro exterior de las defensas orientales del Imperio japonés. La campaña de las islas Marianas y Palaos sucedió a esta campaña en el verano siguiente.

## Antecedentes
Las fuerzas japonesas ocuparon las islas Gilbert tres días después del ataque a Pearl Harbor, Hawái. Como muestra simbólica de la defensa de Tarawa, construyeron una base de hidroaviones en Makin (Butaritari) y dispersaron tropas a lo largo de las líneas de costa de los atolones para monitorizar los movimientos de las fuerzas aliadas en el Pacífico Sur. Después de la incursión de distracción liderada por Evans Carlson sobre la isla Makin en agosto de 1942, el mando japonés tomó conciencia de la vulnerabilidad y significancia estratégica de las islas Gilbert. La mayor y más estratégica de las islas Gilberts era Tarawa, en la que las fortificaciones fueron rápidamente mejoradas por los japoneses a partir de marzo de 1943 con cerca de 5000 soldados estacionados allí. Adicionalmente, se sumaron 3000 soldados de las Fuerzas Navales Especiales Japonesas y otras tropas y 940 efectivos de construcción naval y 1247 trabajadores. En comparación, en las islas Makin estaban estacionadas un total de 798 tropas de combate, que incluían unos 100 efectivos de personal de aviación.
El general Holland Smith, comandante general del V Cuerpo Amfibio, culpó a la incursión de Carlson de la rápida acumulación de fuerzas japonesas y sentía firmemente, incluso mucho tiempo después de su jubilación, que Tarawa debería haber sido sorteada, en lugar de incurrir en graves pérdidas para los Marines durante su asalto. Los almirantes Chester Nimitz, Ernest King y Raymond Spruance no estaban de acuerdo, y creían que retomar las Gilbert para proporcionar una base aérea para el siguiente paso, la batalla de las islas Marshall, era esencial en el movimiento continuo hacia Japón a través del Pacífico. El nombre en código para la captura de las Gilberts era Operación Galvanic, que incluía la toma de Tarawa, Makin y Apamama.